# Центар за културу, туризам и спорт Кнић
| Центар за културу, туризам и спорт Кнић |                                |
|                                         |                                |
| Оснивач:                                | Општина Кнић                   |
| Основан:                                | 2015.                          |
| Седиште:                                | Кнић Србија                    |
| Веб презентација                        | http://www.knicturizam.org.rs/ |
| Контакт:                                | 034/510-115                    |

Центар за културу, туризам и спорт Кнић је основан 10. јуна 2015. године уједињавањем Туристичке организације „Кнић” и Општинске библиотеке „Др. Драгиша Витошевић”. Као правни следбеник ове две установе Центар је наставио да развија делатности културе и туризма.
Област културе обухвата делатности библиотеке и архиве, издавање књига, издавачку делатност, приказивање кинематографских дела, стваралачке, уметничке и остале забавне уметности.
Област туризма обухвата развој, унапређење и промоцију сеоског туризма, услуге резервације, организовање сајмова и састанака и уређивање послова и допринос успешнијем пословању у области економије.
Област спорта обухвата делатност спортскиx објеката и остале спортске активности.